# Резолюция 264 на Съвета за сигурност на ООН
Резолюция 264 на Съвета за сигурност на ООН е приета на 20 март 1969 г. по повод продължаващото присъствие на Република Южна Африка в Югозападна Африка (Намибия) въпреки резолюциите на ООН, които прекратяват южноафриканския мандат на администрираща власт в бившата колония.
Като потвърждава, че Общото събрание е прекратило мандата на администрираща власт на Южна Африка върху територията на Намибия и е прехвърлило тези задължения директно върху Организацията на обединените нации до момента, в който бившата колония получи независимост, Резолюция 264 обявява продължаващото присъствие на Южна Африка в Намибия за незаконно и противоречащо на Хартата на ООН, на правата и интересите на населението на Намибия и на желанията на международната общност, и призовава правителството на Южна Африка незабавно да изтегли своята администрация от Намибия. Освен това Съветът за сигурност обявява за противоречащи на Хартата на ООН действията на южноафриканските власти, целящи да унищожат националния интегритет и териториалната цялост на Намибия чрез обособяването върху територията ѝ на бантустани, и обявява, че Южна Африка няма право да прилага Закона за Югозападна Африка, което би било нарушение на съответните резолюции на Общото събрание.
След като осъжда отказа на Южна Африка да изпълни резолюциите на Общото събрание, отнасящи се до Югозападна Африка, Резолюция 264 призовава всички държави - членки на ООН, да използват влиянието си върху правителството на Южноафриканската република, за да го принудят да изпълни постановленията на настоящата резолюция, предупреждавайки едновременно с това, че ако южноафриканското правителство не се съобрази с резолюцията, то Съветът за сигурност ще бъде принуден да се събере незабавно, за да определи предприемането на допълнителни стъпки и мерки, предвидени в Устава на ООН.
Резолюция 264 изисква от генералния секретар на ООН да наблюдава стриктно изпълнението на нейните постановления и да докладва в най-кратки срокове пред Съвета за сигурност, който ще продължи активно да се занимава с проблема.
Резолюция 264 е приета с мнозинство от тринайсет гласа при двама въздържали се от страна на Франция и Обединеното кралство.